# 馬特奧·皮亞諾

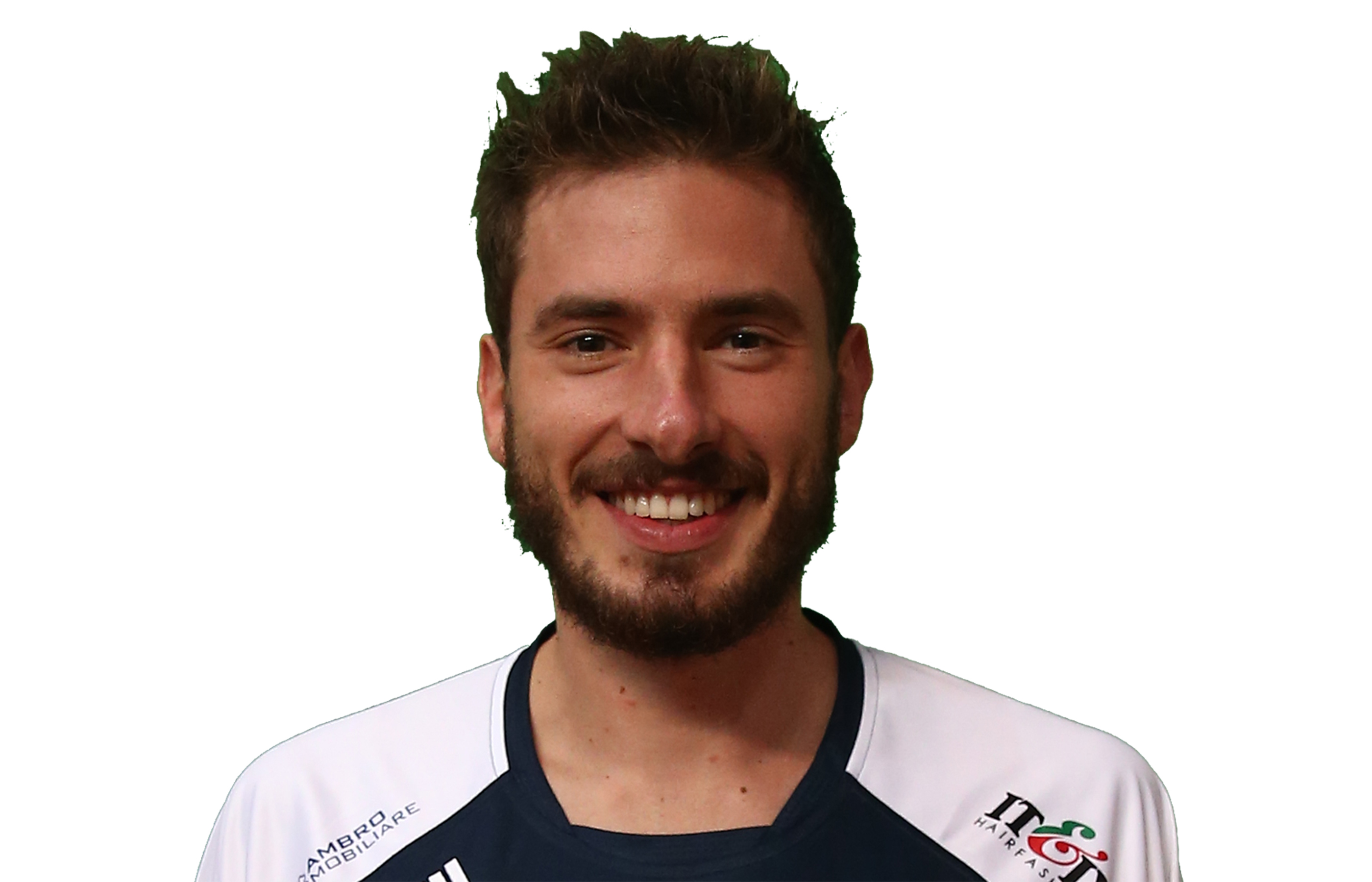
馬特奧·皮亞諾

馬特奧·皮亞諾（義大利語：Matteo Piano，1990年10月24日—），意大利男子排球運動員。他現在效力於意大利排球聯賽球隊米蘭排球俱樂部。他也代表意大利國家男子排球隊參賽。